# Soñar, soñar
 Soñar, soñar és una pel·lícula de Argentina filmada en Eastmancolor dirigida per Leonardo Favio segons el seu propi guió escrit en col·laboració amb Jorge Zuhair Jury que es va estrenar el 8 de juliol de 1976 i que va tenir com a actors principals a Carlos Monzón, Gian Franco Pagliaro i Nora Cullen.
Va ser l'última pel·lícula que va dirigir Favio abans d'iniciar un període autoimposat de 17 anys sense filmar; aquest període va acabar amb l'estrena de Gatica, el mono el 1993.

## Sinopsi
Un jove de l'interior que somia amb ser artista coneix la ciutat de Buenos Aires al costat d'un artista transhumant.

## Repartiment
- Carlos Monzón …Charlie
- Gian Franco Pagliaro …Mario el rulo
- Oscar Carmelo Milazzo …Carmen
- Ramón Itatí Pintos …Pajarito
- Juan Alighieri
- Pancho Giménez
- Alfonso Candiani
- Emilio Mauri
- Coco Fosatti
- Lubov Maughan
- Mario Kohout
- Julio Medici
- Roberto Lacroz
- Graciela Cursi
- Beto Cabral
- Lelio Lesser
- Juan Carlos Gioria
- Enrique Nóbili
- Mónica Ramos
- Roberto Fernández
- Heros Giusti
- Emilio Amaro
- Nora Cullen…Made de Carlos

## Comentaris
H.C. a La Prensa va escriure:
| « | ”Buenas secuencias e imágenes de auténtica belleza. Sólo una parte…es rescatable, a pesar de que ese argumento con un buen planteo cinematográfico y una excelente realización en las primeras secuencias no cuenta con suficiente desarrollo en las subsiguientes.” | » |

La Nación va opinar:
| « | ”Un desarticulado filme…sólo en algunos pasajes consigue hacer correr por la pantalla una ráfaga de lirismo capaz de rescatar de su medianía, aunque fugazmente a la historia y sus personajes.” | » |

La Razón va opinar:
| « | ”Leonardo Favio consiguió otro notable film…compone en imágenes artísticamente logradas el grotesco drama que deben sobrellevar los protagonistas…intuitiva pero correcta y muy profesional narración fílmica.” | » |